# Елазиг (вилајет)
Вилајет Елазиг (тур. Elâzığ ili) је вилајет у источној Турској. Престоница вилајета је град Елазиг. Извор реке Еуфрат налази се у овом вилајету. 
У вилајету је живело 552.646 становника 2010. године. У 2000. години ту је живело 569.616 становника, а 1990. године 498.225.
Вилајет заузима површину од 9.153 km2, од тога 826 km2 је прекривено акумулацијама и природним језерима.
Тренутни гувернер вилајета је Муамер Ерол (од 2006. године).
Дана 8. марта 2010. године, вилајет је задесио земљотрес магнитуде 6.0, који је убио 42 човека.

## Географија
У Елазигу се налази место пресека између 39. северне паралеле и 39. источног меридијана.

## Окрузи
Вилајет Елазиг је подељен на 11 округа (престоница је подебљана):
- Агин
- Алаџакаја
- Ариџак
- Баскил
- Елазиг
- Каракочан
- Кебан
- Кованџилар
- Маден
- Палу
- Сивриџе

## Галерија
- Ски-центар Хазарбаба
- Поглед на град Каракоџан
- Поглед на град Елазиг